# Jack i Jill
Jack i Jill (ang. Jack and Jill) – amerykańska komedia z 2011 roku w reżyserii Dennisa Dugana.
Światowa premiera filmu odbyła się 11 listopada 2011 roku, natomiast w Polsce odbyła się 3 lutego 2012 roku.

## Opis fabuły
Jack Sadelstein prowadzi idealne życie – ma żonę i dwójkę dzieci. I wszystko byłoby w porządku, gdyby nie jego bliźniacza siostra, Jill. Jako dzieci mieli ze sobą wiele wspólnego. Kiedy jednak Jack się wyprowadził, ich życiowe drogi obrały różne tory.
Jack jest odnoszącym sukcesy specjalistą do spraw reklamy w Los Angeles, podczas gdy Jill została w domu i zajęła się opieką nad rodzicami. Gdy Jill przyjeżdża na Święto Dziękczynienia do Jacka, on stara się uatrakcyjnić jej pobyt, choć marzy, aby jak najszybciej wróciła do siebie.
Jack zabiera ją na mecz Lakersów, na którym spotyka Ala Pacino. Słynny aktor jest jednak bardziej zainteresowany rozmową z Jill niż jego nową reklamą. Okazuje się, że Jill przypomina mu o wszystkim tym, co zostawił za sobą – domu w Bronksie, dzieciństwie. A ponieważ właśnie przygotowuje się do roli Don Kichota w teatrze i ciągle ma problemy z rzeczywistością. Jill nie jest już dla niego siostrą Jacka, ale Dulcyneą – wyidealizowaną romantyczną miłością Don Kichota. I Pacino musi zdobyć jej uczucie, aby w końcu zdać sobie sprawę z tego, za czym całe życie podążał. Kłopoty w tym, że Jill nie jest zainteresowana sławnym aktorem. Jack, któremu bardzo zależy, aby Pacino wystąpił w jego reklamie, szukając ostatniej deski ratunku, usiłuje przekonać siostrę, aby dała Pacino jeszcze jedną szansę. Rozpoczyna to serię nieoczekiwanych zdarzeń, które uświadamiają Jackowi, kto jest dla niego najważniejszy – i tak naprawdę zawsze był.

## Obsada
- Adam Sandler jako Jack Sadelstein / Jill Sadelstein
- Katie Holmes jako Erin Sadelstein
- Johnny Depp jako on sam
- Eugenio Derbez jako Felipe
- Tim Meadows jako Ted
- Nick Swardson jako Todd
- Allen Covert jako Joel Farley / Otto
- Valerie Mahaffey jako Bitsy Simmons
- Gad Elmaleh jako Xavier
- Gary Valentine jako Dallas
- Al Pacino jako on sam
- Günter Schlierkamp jako trener

i inni

### Nagrody
Złota Malina w 10 kategoriach w 2012 r.